# Mörkret faller
Mörkret faller (originaltitel The Way to Babylon) är en fantasyroman från 1992 av Paul Kearney. Den är publicerad av Target Games AB. Gabriel Setterborg har översatt den till svenska, och översättningen gavs ut 1993.